# Elodes angelinii
Elodes angelinii es una especie de coleóptero de la familia Scirtidae.

## Distribución geográfica
Habita en Italia.